# Arany János tér (Debrecen)

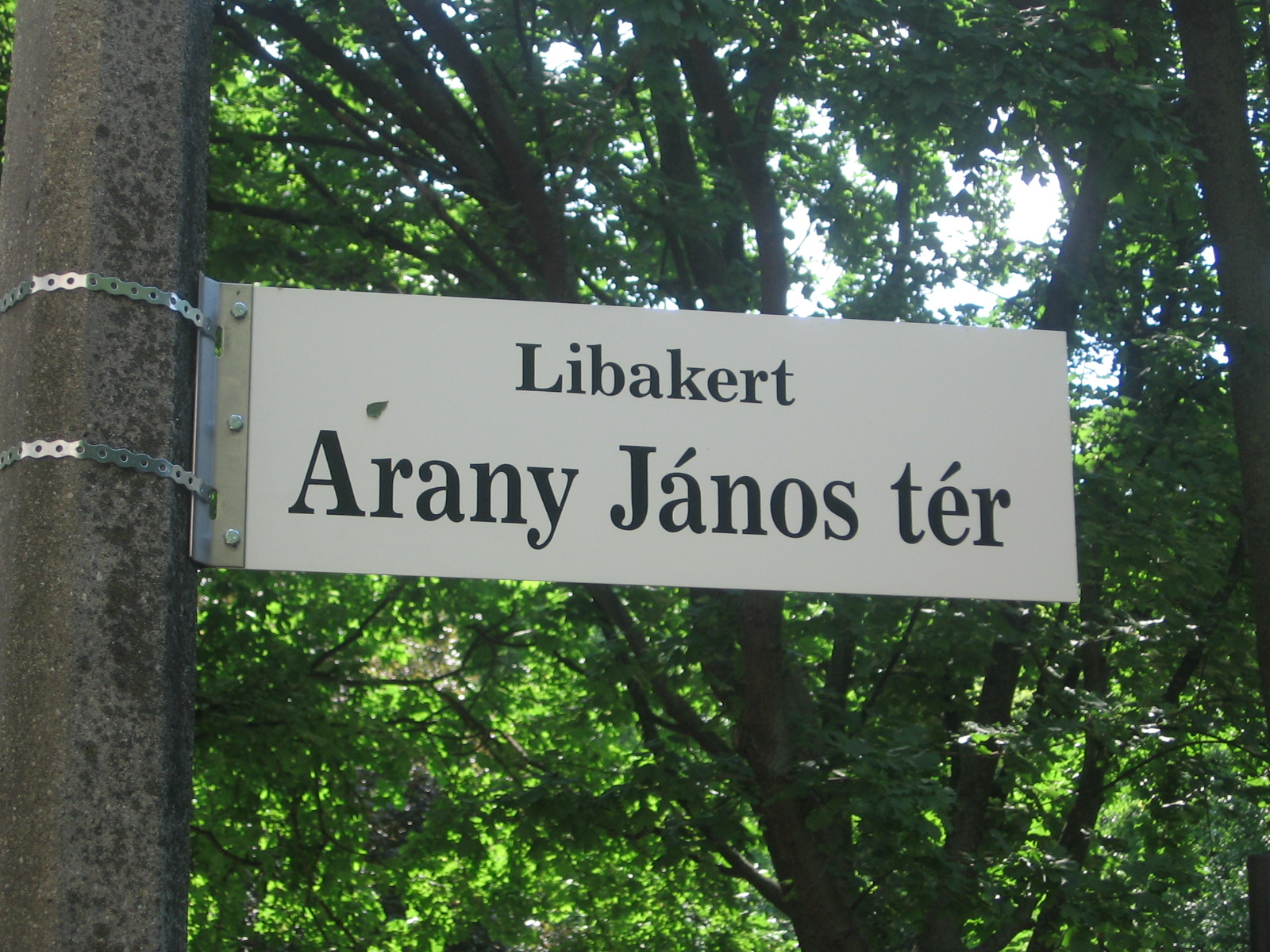
Tábla egy lámpaoszlopon

Az Arany János tér 2013-ban jött létre. Ekkor az önkormányzat megvette a mostani tér helyén lévő romos állapotú házat, a Háziipari szövetkezet központja feliratú épületet. Nevét a mellette működő Debreceni Egyetem Arany János Gyakorló Általános Iskolájáról kapta.

## Története
A sajtóban patkánytanya névvel lehetett hallani a volt épületet, de nem csak patkányok éltek itt. Szavazással akarták eldönteni, hogy parkot vagy parkolót építsenek a helyére. A parkolóban azért is gondolkodtak, mert a 2-es villamos építése miatt sok parkolóhely eltűnt. Végül a környék lakói a park mellett döntöttek.

## Most a park
A felújítás csak a volt romos épület helyét érte el. Itt egy pihenő részt alakítottak ki, ahol zömében padok vannak, körülöttük pedig fás szárú növények. A tér közepén áll Arany János szobra. A burkolat vízáteresztő főleg sárga színű díszkő.

## A park mögött

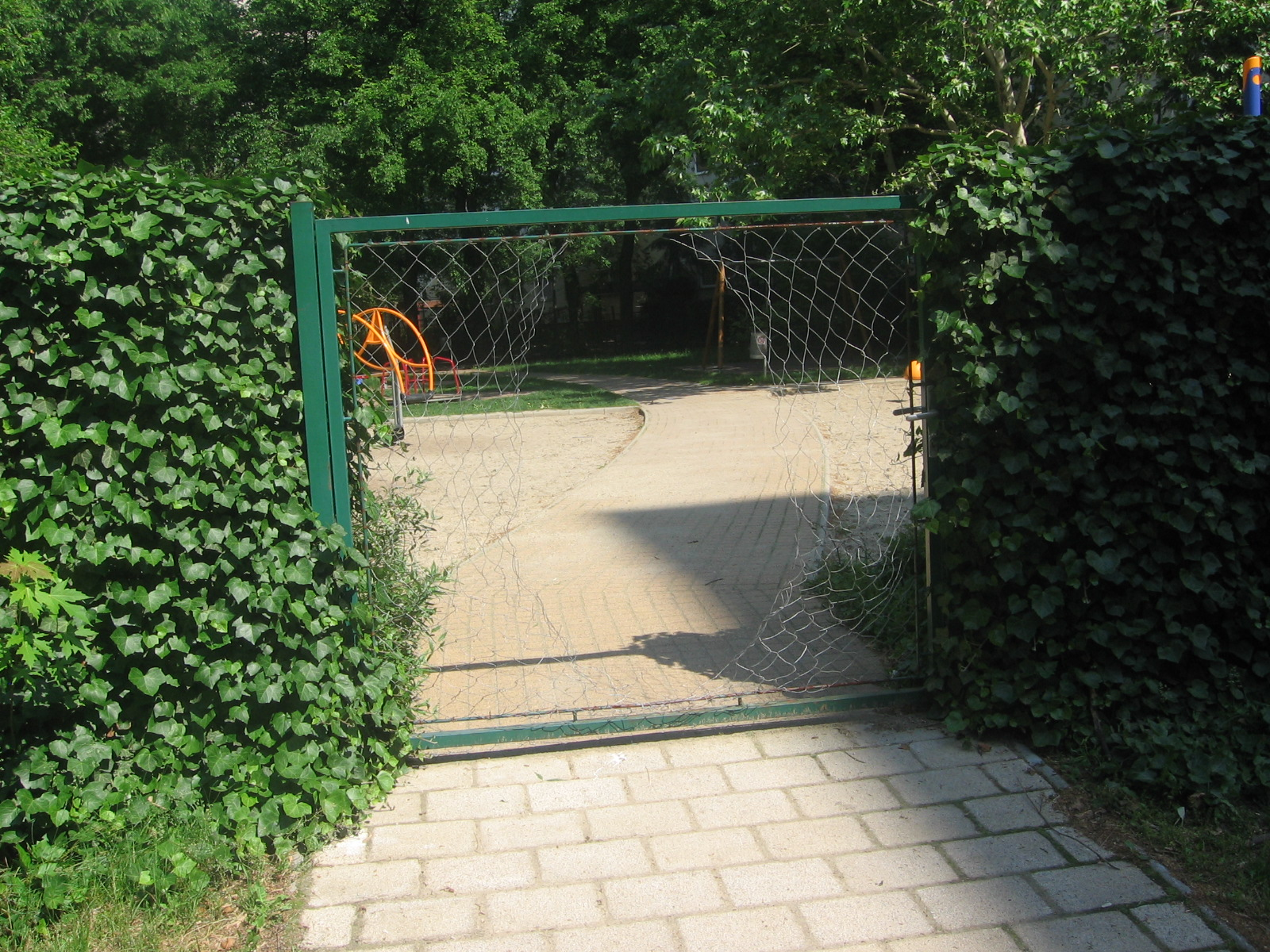
Kapu a játszótéren

Hivatalosan ugyan ez is az Arany János térhez tartozik, de semmi változást nem hozott a tér létrejötte.
A park mögött 2 elég rossz állapotú beton burkolatú sportpálya, valamint egy viszonyrag rendezett játszótér található. A játszótér önkormányzati tulajdonú, régebben épült.